# The Beach Boys
The Beach Boys é uma banda de rock dos Estados Unidos formada em Hawthorne, Califórnia, em 1961, e é tida como uma das mais influentes da história do rock. Emplacou dúzias de canções nas paradas de sucesso (também emplacou quatro compactos no primeiro lugar entre os mais vendidos nos Estados Unidos), além de álbuns recordistas de venda. Foi incluída no Hall da Fama do Rock and Roll em 1988. Seu álbum Pet Sounds, de 1966, que contém clássicos como "Wouldn't It Be Nice", "Sloop John B", e "God Only Knows", e é considerado um dos maiores álbuns da história da música.
O grupo original consistia do cantor-músico-compositor Brian Wilson, seus irmãos Carl e Dennis, o primo Mike Love e o amigo Alan Jardine. Inúmeras mudanças tanto no estilo musical quanto na formação ocorreram durante a turbulenta existência da banda: os problemas psicológicos, abuso de drogas e o eventual afastamento de Brian; as mortes de Dennis em 1983 e Carl em 1998 e as batalhas legais entre os integrantes do grupo.
Beach Boys está em um dos mais inovadores da história do rock, possuindo em seu repertório uma grande variedade de estilos e influencias musicais; surf rock (primeira metade dos anos 60), música erudita, folk, country,  blues, soul, bossa nova, música havaiana, até hard rock como a All I Want To Do do álbum 20/20 de 1969, entre outros estilos. Contribuiu na sofisticação e experimentação do pop e rock.

## História

### Primórdios
Em 1957, os irmãos Wilson ensaiavam vocais com influência de The Four Freshmen através do pai Murry Wilson que escutava e tocava piano ouvindo o grupo. Nesta época os irmãos ensaiavam vocais com muito cuidado na calada da noite devido a rigidez de Murry.
Brian Wilson tocava e estudava piano desde criança, e o seu talento surpreendia seus pais.  Nesse tempo, Al Jardine conhece Brian, Carl e o primo Love na Hawthorne High School no futebol americano. Foi lá que Al Jardine viu os irmãos e o primo cantarem juntos.
Al Jardine nesta época tinha uma banda folk chamada The Islanders. Jardine chegou a chamar os Wilson para fazerem um som juntos desde a escola.
Em 1958, quando Brian Wilson completa 16 anos, ganha um gravador e começa a criar linhas vocais usando as vozes de Carl e sua mãe. Brian chamou a irmã de Love e um amigo para ensinar e treinar harmonias, além de sempre tentar fazer um som com colegas mas sem sucesso.
Em 1959 Brian, Love e dois amigos conseguem arrancar muitos aplausos na escola cantando "Hully Gully" de Frank Rocco na versão de The Olympics, um grupo doo wop formado em 1957.
Alguns dos grandes músicos influentes de Carl e Brian foram Johnny Otis e Chuck Berry, que ajudaram na mudança de tocar piano e violão com o rhythm & blues.
No início dos anos 1960 começam a experimentar as primeiras gravações de "Surfin". Em 1961 é fundada The Beach Boys, até então chamada Pendletones, Kenny & Cadets e Carl and Passions. Gravam músicas como "Surfin", "Luau", "Barbie", "Surfer Girl", "Surfin' Safari" entre outras que foram lançadas mais tarde no álbum chamado Lost & Found. A ênfase aos vocais mais a importância experimental e instrumental da surf music resultaram numa formula diferente .
Em 1961 toca o primeiro show ao vivo e gravam o compacto simples "Surfin' " pela Candix no lado-A "Surfin' " e lado-B "Luau". "Surfin' " conseguiu um 75# nos Estados Unidos, facilitando o contrato com a gravadora Capitol Records.
Em 1962 entra David Marks. "Surfin' Safari" chega nas paradas americanas. A faixa título em 14#, e o lado-B em 76#. Esse compacto chega em outubro no Reino Unido, mas não chegou a fazer impacto. O disco Surfin' Safari foi importante para a popularização do grupo e do surf rock. O álbum foi produzido por Nick Venet e Murry Wilson.

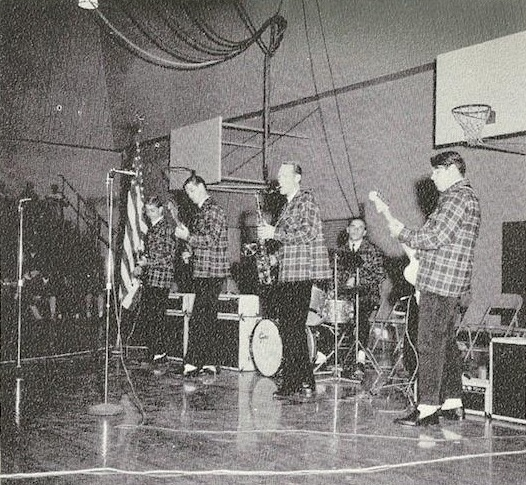
The Beach Boys se apresentando na Taft High School, na Califórnia, (1963)

Em 1963 e lança um álbum mais produzido e executado, o Surfin' USA. O compacto simples "Surfin' USA" (lado-A) e "Shut Down" (lado-B), chega ao 1# no Canada, 3# na América, 6# na Suíça, 9# na Austrália e em 34# no Reino Unido em junho de 1963.
Uma polêmica na época foi  a canção Surfin' USA, que foi tirada da canção de Chuck Berry, Sweet Little Sixteen. Por Brian não ter creditado Chuck Berry na música, por homenagear a um clássico bastante conhecido na época, teve que oficialmente dar o crédito a Berry pela canção após a ameaça de uma ação judicial.
Ainda em 1963 lançam mais dois álbuns. Surfer Girl, que marca a liderança de Brian pela primeira vez como produtor, e em seguida Little Deuce Coupe.
A faixa título do álbum Surfer Girl é uma das mais respeitadas canções da primeira fase da banda, uma canção sofisticada e vocais doo wop com uma harmonia mais complexa. Influenciado por Phil Spector, especialmente Wall of Sound, Brian passa a aprimorar a produção dos álbuns.
Little Deuce Coupe de 1963 é considerado como um dos primeiros discos conceituais, e é o primeiro álbum com o estilo hot rods (uma vertente da surf music). O grupo já havia gravado um hot rod antes, a 409, que está no primeiro disco do grupo .
Em 1964 veem os Beatles dominarem as paradas americanas. Pouco antes a banda já estava gravando o disco lançado no mesmo ano, o Shut Down Volume 2.  É o segundo e último disco na fase hot rods, onde entra mais no pop, com o exemplo da refinada Don't Worry Baby, sendo como uma resposta à Be My Baby, gravada originalmente por The Ronettes.

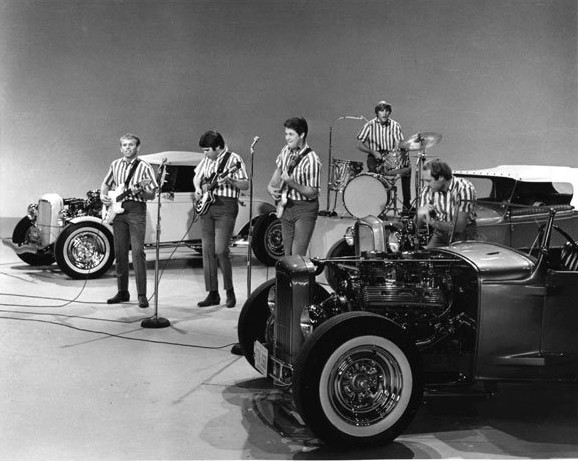
The Beach Boys tocando I Get Around durante apresentação no The Ed Sullivan Show, em 1964.

Lançam o último disco com o predomínio do surf rock, o All Summer Long. Ele foi como uma resposta à Invasão Britânica, chegando ao 1# nas paradas com a clássica I Get Around. É um disco mais trabalhado e maduro. Os vocais de I Get Around são dos mais respeitados da década de 1960.
Lançam no Memorial Auditorium em Sacramento, Califórnia, o Beach Boys Concert. O disco registra a qualidade do grupo, com boa execução ao vivo. O último álbum de estúdio de 1964, o The Beach Boys' Christmas Album, busca novas sonoridades, investe mais na instrumentação do jazz e possui uma boa ficha técnica. O álbum fecha uma era em que o grupo ficou mais conhecido por suas canções sobre surf, carros e garotas. Daqui pra frente se inicia a fase de maior mudança, mais precisamente a partir de 1965.

### 1965
1965 é um ano importante para o grupo e para o rock, com as bandas buscando novos rumos e direções, servindo de alicerce para um som mais complexo e artístico. Today! e Summer Days (And Summer Nights!!) estão entre os precoces discos da época com seu experimentalismo antecedendo a bandas como Beatles. Em agosto de 1964 lançam a When I Grow Up (To Be A Man) com o uso do instrumento cravo - incluída no disco Today!. Foi neste período que o experimentalismo por parte de Brian passa à virar prioridade nas composições, até que em dezembro de 1964 Brian assume consumir a maconha, alegando sentir os efeitos sobre suas composições. Assim a antiga fórmula do grupo foi perdendo força diante de sua própria evolução iniciada em 1961.
The Beach Boys Today!, gravado a partir de 1964, fortemente influenciado por Phil Spector, é um disco em que Brian Wilson decidiu fazer algo ainda mais trabalhado. Tudo começa com o surto de Brian no avião na volta de uma turnê dos Beach Boys. Brian nesse período já se mostrava não tão satisfeito com a real ambição musical do grupo, apesar da reconhecida importância musical nos álbuns anteriores. Busca mais músicos de estúdio (Wrecking Crew), variados instrumentos, maior produção, mudança em estrutura melódica e outras influencias musicais.
Além de jazz e rock, o disco possui elementos de flamenco de música erudita.
Os discos de 1965 são as principais bases do Pet Sounds. Ainda no final de 1965, Brian após ouvir o Rubber Soul dos Beatles, resolve levar mais a serio a rivalidade com os ingleses.

### 1966
1966 é conhecido como um ano revolucionário na música pop e rock. Pet Sounds (sons de animais domésticos e com o duplo sentido no inglês, sons preferidos), composto e gravado a partir de 1965, é considerado um disco pioneiro neste ano. Influencia seus contemporâneos, principalmente os ingleses com a produção e composição de Brian Wilson.
A psicodelia e o experimentalismo, entre outras características musicais, foram alguns dos resultados de experimentos de Brian com drogas alucinógenas para as composições. O álbum Pet Sounds é um dos mais importantes modelos para o desenvolvimento da musica psicodélica e para a vanguarda. Influenciou os Beatles e George Martin a criar o Sgt. Pepper's Lonely Hearts Club Band e os ingleses de uma forma geral, obrigando a aprimorar a produção, forma de composição e experimentalismo.
Foi dito que os Rolling Stones fizeram um campanha para que seus fãs comprassem o Pet Sounds. The Who, entre os diversos grupos, passa a compor álbuns mais sofisticados.
Lança o compacto Good Vibrations, uma grande produção da música psicodélica em 1966. É um dos  clássicos mais produzidos do rock já lançados. Como era uma época em que a mídia apoiava a música de vanguarda, o compacto vendeu milhões de cópias gerando uma grande expectativa para o próximo álbum do grupo, já que a canção faria parte do revolucionário Pet Sounds, mas ficando de fora.

### Smile, colapso e afastamento de Brian
Esta fase, e principalmente de Brian Wilson, começa ainda em 1966 e culminou em 1967 com o cancelamento do que seria um dos mais aguardados discos da época. Foi abortado depois de muita gravação e muito material; Smile, depois da grande expectativa gerada após o lançamento de Good Vibrations.
Brian Wilson nesta época estava abusando do LSD, além de sua doença diagnosticada anos depois, a esquizofrenia, estar sendo mal cuidada. Além disso, uma série de problemas com o grupo contribuiu para a piora de Brian e acabou causando a seu afastamento da banda, participando somente da gravação de alguns álbuns.

### PósPet Sounds
Lança o Smiley Smile, que apesar de pouca aceitação (devido a polêmica do Smile), é um dos mais psicodélicos da época. Pete Townshend do The Who é um dos fãs mais conhecidos do disco. A Good Vibrations foi colocada neste álbum.
Lançam ainda em 1967 o Wild Honey, que marca o primeiro álbum do grupo sem a liderança de Brian. É cheio de soul, e músicas ácidas. E em seguida (1968), Friends, que mostra o Beach Boys bastante maduro. O Friends é considerado artisticamente um dos discos mais  recomendados do grupo.
Todos os álbuns pós Pet Sounds até o Holland são artisticamente bastante respeitados, mesmo não conseguindo grandes vendas. Curiosamente é que de Wild Honey até o Holland não tem a liderança de Brian Wilson, que havia se afastado do grupo, revelando o talento criativo dos outros beachboys. Brian retornou ao grupo somente em 1976.
Após o Holland, o grupo grava discos agora com Brian de volta, como uns dos exemplos, o 15 Big Ones, Love You, The Beach Boys, entre outros.

Os Beach Boys com Ronald Reagan e a primeira-dama Nancy Reagan (1983).

Em 1989 e 1992 lançam álbuns de estúdio com canções próprias. Em 1996 lançam outro álbum de estúdio com versões country dos clássicos do grupo. Em cada faixa tem a participação de artistas do gênero como Willie Nelson, Junior Brown, Lorrie Morgan, entre outros.

### Atualidade
O Beach Boys continua a se apresentar em turnês, mas apenas com uma fração de seus integrantes originais, e em 2011 anunciaram uma nova turnê com os integrantes originais, além de um novo álbum para celebrar os 50 anos de existência do grupo. Neste ano o Smile foi oficialmente finalizado e lançado.
Em 2012 depois de um bom período, o grupo lança um novo álbum de estúdio com canções próprias, o That's Why God Made the Radio.

## Integrantes

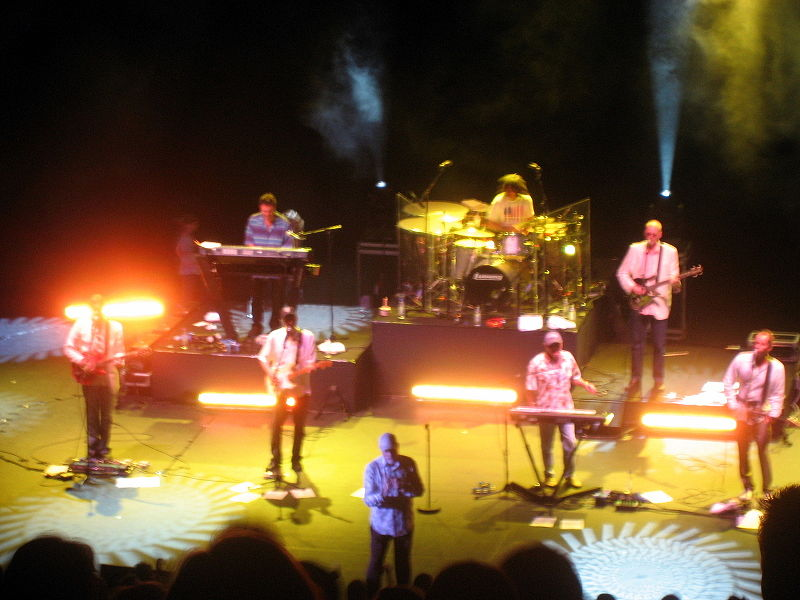
Os Beach Boys em concerto, 2008

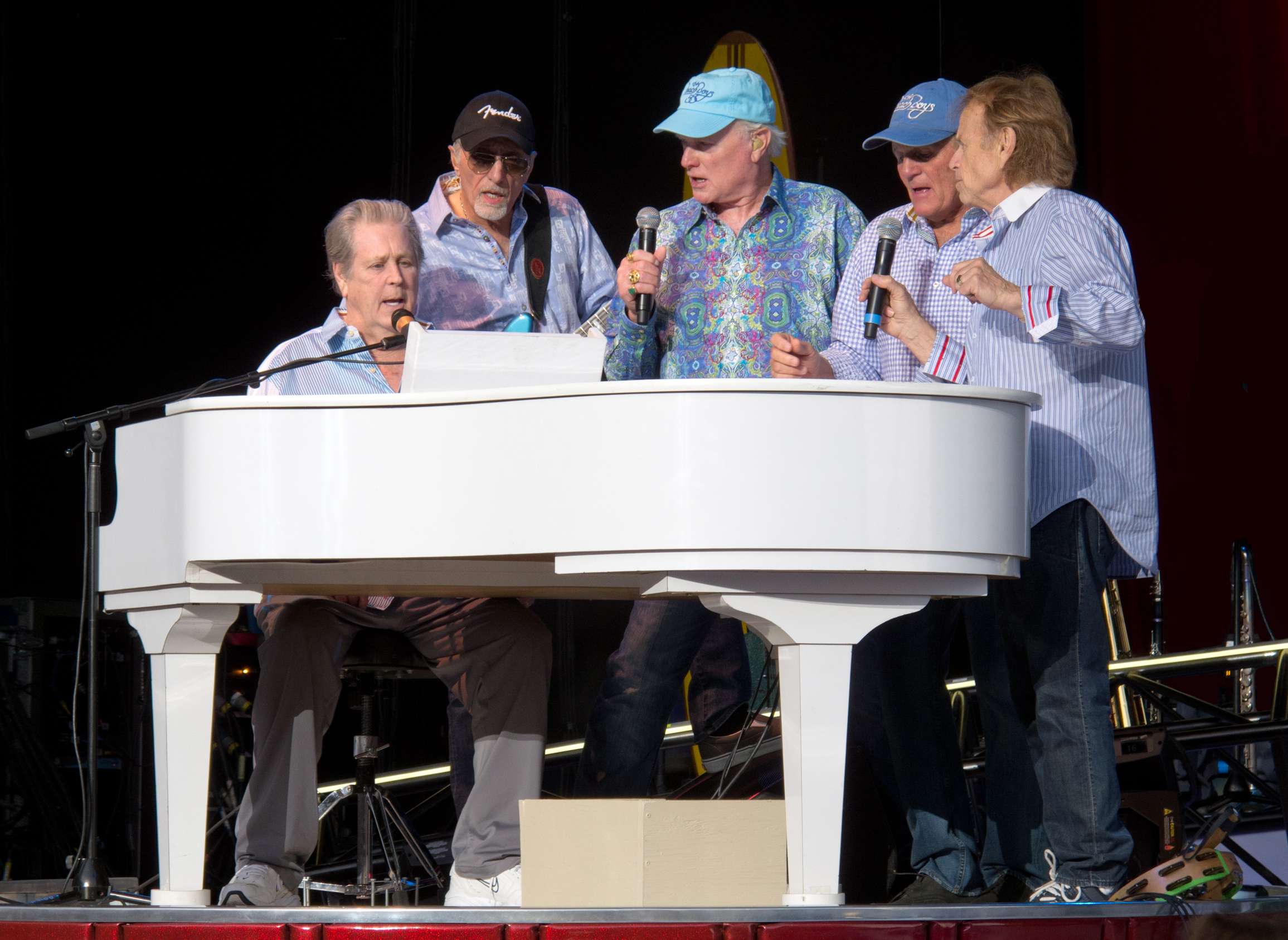
Os Beach Boys em concerto, 2012

## Discografia

### Álbuns de estúdio
- Surfin' Safari (1962)
- Surfin' USA (1963)
- Surfer Girl (1963)
- Little Deuce Coupe (1963)
- Shut Down Volume 2 (1964)
- All Summer Long (1964)
- The Beach Boys' Christmas Album (1964)
- The Beach Boys Today! (1965)
- Summer Days (and Summer Nights!) (1965)
- Beach Boys' Party! (1965)
- Pet Sounds (1966)
- Smiley Smile (1967)
- Wild Honey (1967)
- Friends (1968)
- 20/20 (1969)
- Sunflower (1970)
- Surf's Up (1971)
- Carl and the Passions - "So Tough" (1972)
- Holland (1973)
- 15 Big Ones (1976)
- Love You (1977)
- M.I.U. Album (1978)
- L.A. (Light Album) (1979)
- Keepin' the Summer Alive (1980)
- The Beach Boys (1985)
- Still Cruisin' (1989)
- Summer in Paradise (1992)
- Stars and Stripes Vol. 1 (1996)
- That's Why God Made the Radio (2012)

### Álbuns ao vivo
- Beach Boys Concert (1964)
- Live in London (1970)
- The Beach Boys in Concert (1973)
- Good Timin': Live at Knebworth England 1980 (2002)

### Coletâneas
- Best of The Beach Boys (1966)
- Best of The Beach Boys Vol. 2 (1967)
- Best of The Beach Boys Vol. 3 (1968)
- Good Vibrations - Best of The Beach Boys (1975)
- Ten Years of Harmony (1981)
- Made in U.S.A. (1986)
- Ultimate Christmas (1998)
- The Greatest Hits - Volume 1: 20 Good Vibrations (1999)
- The Greatest Hits - Volume 2: 20 More Good Vibrations (1999)
- Greatest Hits Volume Three: Best of the Brother Years 1970-1986 (2000)
- Classics selected by Brian Wilson (2002)
- Sounds of Summer: The Very Best of The Beach Boys (2003)
- Smile Sessions (2011)